# Мигичук, Мэри Энн
Мэри Энн Мигичук (англ. MaryAnn Mihychuk); (род. 27 февраля 1955 года) — канадская политическая деятельница украинского происхождения. С 2015 года член Палаты общин Канады от Либеральной партии. Министр занятости, рабочей силы и труда федерального правительства премьер-министра Джастина Трюдо в 2015—2017 годах.

## Биография
Родилась в семье украинских иммигрантов Мэтра Мигичука и Екатерины Саламандик, получила степень бакалавра в Виннипегском университете в 1979 году и степень магистра в Университете Брока в 1984 году. Является сертифицированным инженером-геологом. Работала геологом в провинции Ньюфаундленд и Лабрадор в 1984—1986 годах и в Манитобе в 1986—1992. В 1992 году вышла замуж за Кеннета Маршала. У супругов есть двое дочерей — Сара и Анна и сын Джон.
Мэри Энн Мигичук была избрана советником Виннипегского отделения школьной комиссии в 1989 году и второй раз переизбрана в 1992 году. В 1995—2004 годах была депутатом Законодательного собрания Манитобы, представляя Новую демократическую партию.
Занимала должность министра в провинциальном правительстве Манитобы (1999—2004). В 2004 году баллотировалась в мэры Виннипега, но проиграла Сэму Катцу.
Избрана в Парламент Канады в октябре 2015 года от Либеральной партии Канады. Тогда же в 2015 году Мигичук стала министром занятости, рабочей силы и труда до января 2017 года.